# LINE パズル タンタン
『LINE パズル タンタン』（ラインパズルタンタン）は、2014年10月18日にLINEより配信開始されたiOS・Android用パズルゲーム。

## 概要
期間限定で人気キャラクターとコラボをしている。

## ストーリー
動物たちが平和に暮らしている村で何者かによって食べ物が盗まれる事件が起きる。タンタンは食べ物を取り返す冒険に出る。

## ゲームシステム
二角取りの形式で時間内に同じブロックを消していく。配置によって同じブロックでも消せないものもある。
対戦モードでは対戦専用アイテムが存在し、専用アイテムを使うと相手プレイの邪魔ができる。

## 登場キャラクター
タンタン
本作の主役。動物たちが暮らしている村の人気者。